# Élections législatives partielles au cours de la XIe législature de la Cinquième République française
Vingt-cinq élections législatives partielles ont lieu durant la XIe législature de l'Assemblée nationale sous la Cinquième République.

## Liste
| #  | Dates de l’élection            | Circonscription             | Député élu lors des élections législatives de 1997 | Parti | Parti | Député élu ou réélu lors des élections législatives partielles | Parti | Parti | Raison                                                                      |
| -- | ------------------------------ | --------------------------- | -------------------------------------------------- | ----- | ----- | -------------------------------------------------------------- | ----- | ----- | --------------------------------------------------------------------------- |
| 1  | 7 et 14 décembre 1997          | 4e de Meurthe-et-Moselle    | François Guillaume                                 |       | RPR   | François Guillaume                                             |       | RPR   | Invalidation par le Conseil constitutionnel                                 |
| 2  | 7 et 14 décembre 1997          | 6e du Haut-Rhin             | Jean-Jacques Weber                                 |       | UDF   | Jean-Jacques Weber                                             |       | UDF   | Invalidation par le Conseil constitutionnel                                 |
| 3  | 18 et 25 janvier 1998          | 3e des Landes               | Henri Emmanuelli                                   |       | PS    | Joël Goyheneix                                                 |       | PS    | Démission (affaires judiciaires)                                            |
| 4  | 25 janvier et 1er février 1998 | 3e de la Moselle            | Jean-Louis Masson                                  |       | RPR   | Marie-Jo Zimmermann                                            |       | RPR   | Déclaré inéligible, l'élection est invalidée par le Conseil constitutionnel |
| 5  | 26 avril et 3 mai 1998         | 1re du Var                  | Jean-Marie Le Chevallier                           |       | FN    | Odette Casanova                                                |       | PS    | Déclaré inéligible, l'élection est invalidée par le Conseil constitutionnel |
| 6  | 31 mai et 7 juin 1998          | 2e du Lot                   | Martin Malvy                                       |       | PS    | Jean Launay                                                    |       | PS    | Démission (élu président du conseil régional de Midi-Pyrénées)              |
| 7  | 7 et 14 juin 1998              | 7e du Bas-Rhin              | Adrien Zeller                                      |       | UDF   | Émile Blessig                                                  |       | UDF   | Démission (réélu président du conseil régional d'Alsace)                    |
| 8  | 20 et 27 septembre 1998        | 13e du Nord                 | Michel Delebarre                                   |       | PS    | Franck Dhersin                                                 |       | DL    | Démission (élu président du conseil régional du Nord-Pas-de-Calais)         |
| 9  | 20 et 27 septembre 1998        | 9e des Bouches-du-Rhône     | Jean Tardito                                       |       | PCF   | Alain Belviso                                                  |       | PCF   | Démission (pour promouvoir la loi de cumul de mandats)                      |
| 10 | 20 et 27 septembre 1998        | 1re du Var                  | Odette Casanova                                    |       | PS    | Odette Casanova                                                |       | PS    | Invalidation de l'élection partielle par le Conseil constitutionnel         |
| 11 | 22 et 29 novembre 1998         | 2e des Alpes-Maritimes      | Jacques Peyrat                                     |       | RPR   | Jacqueline Mathieu-Obadia                                      |       | RPR   | Démission (élu au Sénat)                                                    |
| 12 | 22 et 29 novembre 1998         | 3e de l'Eure                | Ladislas Poniatowski                               |       | UDF   | Hervé Morin                                                    |       | UDF   | Démission (élu au Sénat)                                                    |
| 13 | 22 et 29 novembre 1998         | 2e de la Côte-d'Or          | Louis de Froissard de Broissia                     |       | RPR   | Jean-Marc Nudant                                               |       | RPR   | Démission (élu au Sénat)                                                    |
| 14 | 21 et 28 mars 1999             | 9e des Bouches-du-Rhône     | Alain Belviso                                      |       | PCF   | Bernard Deflesselles                                           |       | DL    | Invalidation de l'élection partielle par le Conseil constitutionnel         |
| 15 | 28 novembre et 5 décembre 1999 | 21e de Paris                | Véronique Carrion-Bastok                           |       | PS    | Michel Charzat                                                 |       | PS    | Démission                                                                   |
| 16 | 30 janvier et 6 février 2000   | 3e des Landes               | Joël Goyheneix                                     |       | PS    | Henri Emmanuelli                                               |       | PS    | Démission                                                                   |
| 17 | 12 et 19 mars 2000             | 2e des Pyrénées-Atlantiques | François Bayrou                                    |       | UDF   | Pierre Menjucq                                                 |       | UDF   | Démission (cumul des mandats)                                               |
| 18 | 12 et 19 mars 2000             | 2e de la Sarthe             | Raymond Douyère                                    |       | PS    | Jean-Marie Geveaux                                             |       | RPR   | Démission                                                                   |
| 19 | 12 et 19 mars 2000             | 3e du Pas-de-Calais         | Philippe Vasseur                                   |       | UDF   | Jean-Claude Leroy                                              |       | PS    | Démission                                                                   |
| 20 | 18 et 25 juin 2000             | 6e du Haut-Rhin             | Jean-Jacques Weber                                 |       | UDF   | Francis Hillmeyer                                              |       | UDF   | Déchu de ses mandats par le Conseil constitutionnel                         |
| 21 | 15 et 22 octobre 2000          | 2e du Territoire de Belfort | Gilberte Marin-Moskovitz                           |       | MDC   | Jean-Pierre Chevènement                                        |       | MDC   | Démission                                                                   |
| 22 | 15 et 22 octobre 2000          | 9e de la Seine-Maritime     | Frédérique Bredin                                  |       | PS    | Patrick Jeanne                                                 |       | PS    | Démission (rejoint le groupe Lagardère Média)                               |
| 23 | 25 mars et 1er avril 2001      | 1re de Haute-Garonne        | Dominique Baudis                                   |       | UDF   | Philippe Douste-Blazy                                          |       | UDF   | Démission (nommé président du CSA)                                          |
| 24 | 25 mars et 1er avril 2001      | 8e du Val-d'Oise            | Raymonde Le Texier                                 |       | PS    | Dominique Strauss-Kahn                                         |       | PS    | Démission (suppléante de Dominique Strauss-Kahn au gouvernement)            |
| 25 | 25 mars et 1er avril 2001      | 8e des Alpes-Maritimes      | Louise Moreau                                      |       | UDF   | Bernard Brochand                                               |       | RPR   | Décès                                                                       |

## Élections partielles en 1997

### Quatrième circonscription de Meurthe-et-Moselle
| Candidat                                                                                                  | Candidat                         | Parti          | Premier tour | Premier tour | Second tour | Second tour |  |
| Candidat                                                                                                  | Candidat                         | Parti          | Voix         | %            | Voix        | %           |  |
| --- | -------------------------------- | -------------- | ------------ | ------------ | ----------- | ----------- |  |
| | François Guillaume sortant réélu | RPR            | 12 599       | 39,79        | 18 540      | 54,97       |  |
| | Michel Closse                    | PS             | 11 014       | 34,79        | 15 187      | 45,03       |  |
| | Jean-Claude Bardet               | FN             | 5 042        | 15,92        |             |             |  |
| | Geneviève Heilliette             | LO             | 1 743        | 5,51         |             |             |  |
| | Michel Claire                    | MÉI            | 926          | 2,92         |             |             |  |
| | Lionel Langard                   | Sans étiquette | 338          | 1,07         |             |             |  |
| |                                  |                |              |              |             |             |  |
| Inscrits                                                                                                  | Inscrits                         | Inscrits       | 73 400       | 100,00       | 73 398      | 100,00      |  |
| Abstentions                                                                                               | Abstentions                      | Abstentions    | 40 722       | 55,48        | 37 773      | 51,46       |  |
| Votants                                                                                                   | Votants                          | Votants        | 32 678       | 44,52        | 35 625      | 48,54       |  |
| Blancs et nuls                                                                                            | Blancs et nuls                   | Blancs et nuls | 1 016        | 3,11         | 1 898       | 5,33        |  |
| Exprimés                                                                                                  | Exprimés                         | Exprimés       | 31 662       | 96,89        | 33 727      | 94,67       |  |
| Source : Identité des candidats et résultats p. 9 Résultats des élections législatives partielles de 1997 |                                  |                |              |              |             |             |  |

### Sixième circonscription du Haut-Rhin
| Candidat       | Candidat                         | Parti          | Premier tour | Premier tour | Second tour | Second tour |  |
| Candidat       | Candidat                         | Parti          | Voix         | %            | Voix        | %           |  |
| -------------- | -------------------------------- | -------------- | ------------ | ------------ | ----------- | ----------- |  |
|                | Jean-Jacques Weber sortant réélu | UDF (FD)       | 11 554       | 39,98        | 16 381      | 58,29       |  |
|                | Joseph Spiegel                   | PS             | 9 159        | 31,69        | 11 721      | 41,71       |  |
|                | Gérard Freulet                   | FN             | 6 479        | 22,42        |             |             |  |
|                | Michel Breuzard                  | GÉ             | 755          | 2,61         |             |             |  |
|                | Éric Morel                       | PCF            | 466          | 1,61         |             |             |  |
|                | Aimé Sensé                       | LO             | 441          | 1,53         |             |             |  |
|                | Karl Goschescheck                | Divers droite  | 47           | 0,16         |             |             |  |
|                |                                  |                |              |              |             |             |  |
| Inscrits       | Inscrits                         | Inscrits       | 38 796       | 100,00       | 38 783      | 100,00      |  |
| Abstentions    | Abstentions                      | Abstentions    | 9 310        | 24           | 9 288       | 23,95       |  |
| Votants        | Votants                          | Votants        | 29 486       | 76           | 29 495      | 76,05       |  |
| Blancs et nuls | Blancs et nuls                   | Blancs et nuls | 585          | 1,98         | 1 393       | 4,72        |  |
| Exprimés       | Exprimés                         | Exprimés       | 28 901       | 98,02        | 28 102      | 95,28       |  |

## Élections partielles en 1998

### Troisième circonscription des Landes
|                | Joël Goyheneix élu | PS             | 22 340 | 53,77  |  |  |  |
|                | Jacques de Guenin  | UDF (DL)       | 12 862 | 30,96  |  |  |  |
|                | José Huici         | PCF            | 3 998  | 9,62   |  |  |  |
|                | Hélène Rochefort   | FN             | 2 349  | 5,65   |  |  |  |
|                |                    |                |        |        |  |  |  |
| Inscrits       | Inscrits           | Inscrits       | 76 276 | 100,00 |  |  |  |
| Abstentions    | Abstentions        | Abstentions    | 32 973 | 43,23  |  |  |  |
| Votants        | Votants            | Votants        | 43 303 | 56,77  |  |  |  |
| Blancs et nuls | Blancs et nuls     | Blancs et nuls | 1 754  | 4,05   |  |  |  |
| Exprimés       | Exprimés           | Exprimés       | 41 549 | 95,95  |  |  |  |

### Troisième circonscription de la Moselle
| Candidat                            | Candidat                 | Parti          | Premier tour | Premier tour | Second tour | Second tour |  |
| Candidat                            | Candidat                 | Parti          | Voix         | %            | Voix        | %           |  |
| ----------------------------------- | ------------------------ | -------------- | ------------ | ------------ | ----------- | ----------- |  |
|                                     | Marie-Jo Zimmermann élue | RPR (UDF)      | 6 172        | 33,75        | 11 315      | 58,51       |  |
|                                     | Marie-Anne Isler-Béguin  | Les Verts      | 4 338        | 23,72        | 8 022       | 41,49       |  |
|                                     | Jacques Marchal          | FN             | 2 976        | 16,26        |             |             |  |
|                                     | Alain Hethener           | diss. RPR      | 1 787        | 9,77         |             |             |  |
|                                     | Daniel Delrez            | Divers gauche  | 1 115        | 6,10         |             |             |  |
|                                     | Jean-Claude Bonichot     | diss. UDF      | 956          | 5,23         |             |             |  |
|                                     | Étienne Hodara           | LO             | 497          | 2,72         |             |             |  |
|                                     | Jacques Maréchal         | PCF            | 444          | 2,43         |             |             |  |
|                                     |                          |                |              |              |             |             |  |
| Inscrits                            | Inscrits                 | Inscrits       | 66 641       | 100,00       | 66 639      | 100,00      |  |
| Abstentions                         | Abstentions              | Abstentions    | 47 750       | 71,65        | 46 131      | 69,23       |  |
| Votants                             | Votants                  | Votants        | 18 891       | 28,35        | 20 508      | 30,77       |  |
| Blancs et nuls                      | Blancs et nuls           | Blancs et nuls | 606          | 3,21         | 1 171       | 5,71        |  |
| Exprimés                            | Exprimés                 | Exprimés       | 18 285       | 96,79        | 19 337      | 94,29       |  |
| Source : L'Humanité , Le Télégramme |                          |                |              |              |             |             |  |

### Première circonscription du Var
| Candidat          | Candidat                | Parti          | Premier tour | Premier tour | Second tour | Second tour |  |
| Candidat          | Candidat                | Parti          | Voix         | %            | Voix        | %           |  |
| ----------------- | ----------------------- | -------------- | ------------ | ------------ | ----------- | ----------- |  |
|                   | Cendrine Le Chevallier  | FN             | 9 122        | 39,54        | 12 257      | 49,93       |  |
|                   | Odette Casanova élue    | PS             | 7 311        | 31,69        | 12 290      | 50,06       |  |
|                   | Daniel Colin            | UDF (DL)       | 5 145        | 22,30        |             |             |  |
|                   | René Cavanna            | GÉ             | 497          | 2,15         |             |             |  |
|                   | Daniel Roure            | Divers droite  | 424          | 1,83         |             |             |  |
|                   | Jean-Marie Mure-Ravault | Divers droite  | 270          | 1,17         |             |             |  |
|                   | Maurice Groult          | Divers droite  | 169          | 0,73         |             |             |  |
|                   | Robert Orengo           | Divers         | 85           | 0,36         |             |             |  |
|                   | Fabrice Beaur           | Extrême gauche | 44           | 0,19         |             |             |  |
|                   |                         |                |              |              |             |             |  |
| Inscrits          | Inscrits                | Inscrits       | 52 865       | 100,00       | 52 865      | 100,00      |  |
| Abstentions       | Abstentions             | Abstentions    | 29 165       | 55,17        | 26 637      | 50,39       |  |
| Votants           | Votants                 | Votants        | 23 700       | 44,83        | 26 228      | 49,61       |  |
| Blancs et nuls    | Blancs et nuls          | Blancs et nuls | 633          | 2,67         | 1 681       | 6,41        |  |
| Exprimés          | Exprimés                | Exprimés       | 23 067       | 97,33        | 24 547      | 93,59       |  |
| Source : Le Monde |                         |                |              |              |             |             |  |

### Deuxième circonscription du Lot
|                                | Jean Launay élu    | PS             | 15 569 | 50,50  |  |  |  |
|                                | Christian Roussel  | RPR (APF)      | 10 613 | 34,43  |  |  |  |
|                                | Bernadette Baloche | PCF            | 3 099  | 10,05  |  |  |  |
|                                | Bernard Vayssouze  | FN             | 1546   | 5,02   |  |  |  |
|                                |                    |                |        |        |  |  |  |
| Inscrits                       | Inscrits           | Inscrits       | 61 467 | 100,00 |  |  |  |
| Abstentions                    | Abstentions        | Abstentions    | 28 964 | 47,12  |  |  |  |
| Votants                        | Votants            | Votants        | 32 503 | 52,88  |  |  |  |
| Blancs et nuls                 | Blancs et nuls     | Blancs et nuls | 1 676  | 5,16   |  |  |  |
| Exprimés                       | Exprimés           | Exprimés       | 30 827 | 94,84  |  |  |  |
| Source : Le Monde , La Dépêche |                    |                |        |        |  |  |  |

### Septième circonscription du Bas-Rhin
| Candidat          | Candidat           | Parti              | Premier tour | Premier tour | Second tour | Second tour |  |
| Candidat          | Candidat           | Parti              | Voix         | %            | Voix        | %           |  |
| ----------------- | ------------------ | ------------------ | ------------ | ------------ | ----------- | ----------- |  |
|                   | Émile Blessig élu  | UDF (FD) (RPR)     | 12 897       | 45,98        | 20 052      | 75,65       |  |
|                   | Yvan Blot          | FN                 | 5 483        | 19,55        | 6 452       | 24,34       |  |
|                   | Hugues Stoeckel    | Les Verts (PS)     | 2 489        | 8,87         |             |             |  |
|                   | Georges Zimmermann | Régionaliste (MRA) | 2 333        | 8,32         |             |             |  |
|                   | Jacques Bockel     | Sans étiquette     | 1 289        | 4,60         |             |             |  |
|                   | Serge Bloch        | MDC                | 1 196        | 4,26         |             |             |  |
|                   | Hugues Geiger      | MÉI                | 896          | 3,19         |             |             |  |
|                   | Alain Moyemont     | Sans étiquette     | 872          | 3,11         |             |             |  |
|                   | Jacky Dudt         | PCF                | 597          | 2,13         |             |             |  |
|                   |                    |                    |              |              |             |             |  |
| Inscrits          | Inscrits           | Inscrits           | 76 450       | 100,00       | 76 419      | 100,00      |  |
| Abstentions       | Abstentions        | Abstentions        | 47 131       | 61,65        | 48 199      | 63,07       |  |
| Votants           | Votants            | Votants            | 29 319       | 38,35        | 28 220      | 36,93       |  |
| Blancs et nuls    | Blancs et nuls     | Blancs et nuls     | 1 267        | 4,32         | 1 716       | 6,08        |  |
| Exprimés          | Exprimés           | Exprimés           | 28 052       | 95,68        | 26 504      | 93,92       |  |
| Source : Le Monde |                    |                    |              |              |             |             |  |

### Treizième circonscription du Nord
| Candidat           | Candidat           | Parti          | Premier tour | Premier tour | Second tour | Second tour |  |
| Candidat           | Candidat           | Parti          | Voix         | %            | Voix        | %           |  |
| ------------------ | ------------------ | -------------- | ------------ | ------------ | ----------- | ----------- |  |
|                    | André Delattre     | PS             | 7 944        | 31,26        | 13 681      | 49,18       |  |
|                    | Franck Dhersin élu | DL (APF)       | 7 884        | 31,02        | 14 134      | 50,81       |  |
|                    | Philippe Eymery    | FN             | 3 887        | 15,29        |             |             |  |
|                    | Vincent Leignel    | Divers gauche  | 1 893        | 7,44         |             |             |  |
|                    | Marchel Lefèvre    | Les Verts      | 1 225        | 4,82         |             |             |  |
|                    | Gérard Miroux      | PCF            | 799          | 3,14         |             |             |  |
|                    | Jacques Volant     | LO             | 547          | 2,15         |             |             |  |
|                    | François Bastien   | Divers gauche  | 394          | 1,55         |             |             |  |
|                    | Roger Lalouette    | ALT            | 365          | 1,43         |             |             |  |
|                    | Marc Pagnier       | MDC            | 287          | 1,12         |             |             |  |
|                    | Marcel Fossaert    | LCR            | 187          | 0,73         |             |             |  |
|                    |                    |                |              |              |             |             |  |
| Inscrits           | Inscrits           | Inscrits       | 65 202       | 100,00       | 65 202      | 100,00      |  |
| Abstentions        | Abstentions        | Abstentions    | 39 033       | 59,86        | 35 727      | 54,79       |  |
| Votants            | Votants            | Votants        | 26 169       | 40,14        | 29 475      | 45,21       |  |
| Blancs et nuls     | Blancs et nuls     | Blancs et nuls | 757          | 2,89         | 1 660       | 5,63        |  |
| Exprimés           | Exprimés           | Exprimés       | 25 412       | 97,11        | 27 815      | 94,37       |  |
| Source : Le Monde, |                    |                |              |              |             |             |  |

### Neuvième circonscription des Bouches-du-Rhône
| Candidat          | Candidat             | Parti          | Premier tour | Premier tour | Second tour | Second tour |  |
| Candidat          | Candidat             | Parti          | Voix         | %            | Voix        | %           |  |
| ----------------- | -------------------- | -------------- | ------------ | ------------ | ----------- | ----------- |  |
|                   | Alain Belviso élu    | PCF            | 11 319       | 40,62        | 16 485      | 50,03       |  |
|                   | Bernard Deflesselles | DL (APF)       | 7 656        | 27,48        | 16 465      | 49,97       |  |
|                   | Joëlle Melin         | FN             | 6 206        | 22,27        |             |             |  |
|                   | Jean Reynaud         | MÉI            | 1 091        | 3,92         |             |             |  |
|                   | Sylvie Moyen         | LO             | 665          | 2,39         |             |             |  |
|                   | Joseph Careghi       | MPF            | 602          | 2,16         |             |             |  |
|                   | Michel Buscetti      | Divers droite  | 326          | 1,17         |             |             |  |
|                   |                      |                |              |              |             |             |  |
| Inscrits          | Inscrits             | Inscrits       | 79 048       | 100,00       | 79 047      | 100,00      |  |
| Abstentions       | Abstentions          | Abstentions    | 50 186       | 63,49        | 44 029      | 55,7        |  |
| Votants           | Votants              | Votants        | 28 862       | 36,51        | 35 018      | 44,3        |  |
| Blancs et nuls    | Blancs et nuls       | Blancs et nuls | 997          | 3,45         | 2 068       | 5,91        |  |
| Exprimés          | Exprimés             | Exprimés       | 27 865       | 96,55        | 32 950      | 94,09       |  |
| Source : Le Monde |                      |                |              |              |             |             |  |

### Première circonscription du Var
| Candidat          | Candidat                        | Parti               | Premier tour | Premier tour | Second tour | Second tour |  |
| Candidat          | Candidat                        | Parti               | Voix         | %            | Voix        | %           |  |
| ----------------- | ------------------------------- | ------------------- | ------------ | ------------ | ----------- | ----------- |  |
|                   | Cendrine Le Chevallier          | FN                  | 8 782        | 39,66        | 11 893      | 48,50       |  |
|                   | Odette Casanova sortante réélue | PS                  | 8 126        | 36,69        | 12 627      | 51,49       |  |
|                   | Marc Bayle                      | Divers droite (APF) | 4 650        | 21,00        |             |             |  |
|                   | Daniel Roure                    | Divers droite       | 394          | 1,78         |             |             |  |
|                   | Francis Meynier                 | Divers              | 128          | 0,58         |             |             |  |
|                   | Bernard Pignolo                 | Divers (PF)         | 65           | 0,29         |             |             |  |
|                   |                                 |                     |              |              |             |             |  |
| Inscrits          | Inscrits                        | Inscrits            | 52 672       | 100,00       | 52 672      | 100,00      |  |
| Abstentions       | Abstentions                     | Abstentions         | 30 016       | 56,99        | 26 702      | 50,69       |  |
| Votants           | Votants                         | Votants             | 22 656       | 43,01        | 25 970      | 49,31       |  |
| Blancs et nuls    | Blancs et nuls                  | Blancs et nuls      | 511          | 2,26         | 1 450       | 5,58        |  |
| Exprimés          | Exprimés                        | Exprimés            | 22 145       | 97,74        | 24 520      | 94,42       |  |
| Source : Le Monde |                                 |                     |              |              |             |             |  |

### Deuxième circonscription des Alpes-Maritimes
| Candidat       | Candidat                       | Parti          | Premier tour | Premier tour | Second tour | Second tour |  |
| Candidat       | Candidat                       | Parti          | Voix         | %            | Voix        | %           |  |
| -------------- | ------------------------------ | -------------- | ------------ | ------------ | ----------- | ----------- |  |
|                | Jacqueline Mathieu-Obadia élue | RPR (APF)      | 5 661        | 35,61        | 10 578      | 56,39       |  |
|                | Patrick Mottard                | PS             | 5 179        | 32,58        | 8 180       | 43,61       |  |
|                | Gérard de Gubernatis           | FN             | 4 056        | 25,52        |             |             |  |
|                | Patrice Miran                  | MÉI            | 404          | 2,54         |             |             |  |
|                | Michel Cotta                   | CNI            | 399          | 2,51         |             |             |  |
|                | Jean-Marie Bernard             | Régionaliste   | 196          | 1,23         |             |             |  |
|                |                                |                |              |              |             |             |  |
| Inscrits       | Inscrits                       | Inscrits       | 67 659       | 100,00       | 67 659      | 100,00      |  |
| Abstentions    | Abstentions                    | Abstentions    | 51 255       | 75,75        | 47 799      | 70,65       |  |
| Votants        | Votants                        | Votants        | 16 404       | 24,25        | 19 860      | 29,35       |  |
| Blancs et nuls | Blancs et nuls                 | Blancs et nuls | 509          | 3,1          | 1 102       | 5,55        |  |
| Exprimés       | Exprimés                       | Exprimés       | 15 895       | 96,9         | 18 758      | 94,45       |  |

### Troisième circonscription de l'Eure
| Candidat          | Candidat           | Parti          | Premier tour | Premier tour | Second tour | Second tour |  |
| Candidat          | Candidat           | Parti          | Voix         | %            | Voix        | %           |  |
| ----------------- | ------------------ | -------------- | ------------ | ------------ | ----------- | ----------- |  |
|                   | Hervé Morin élu    | UDF (APF)      | 13 664       | 46,93        | 19 522      | 59,22       |  |
|                   | Jean-Louis Destans | PS             | 10 144       | 34,84        | 13 442      | 40,77       |  |
|                   | Marc Froidefont    | FN             | 2 932        | 10,07        |             |             |  |
|                   | Fernand Ernult     | PCF            | 1 223        | 4,20         |             |             |  |
|                   | Pascal Didtsch     | LCR            | 1 152        | 3,95         |             |             |  |
|                   |                    |                |              |              |             |             |  |
| Inscrits          | Inscrits           | Inscrits       | 70 880       | 100,00       | 70 760      | 100,00      |  |
| Abstentions       | Abstentions        | Abstentions    | 40 613       | 57,3         | 36 379      | 51,41       |  |
| Votants           | Votants            | Votants        | 30 267       | 42,7         | 34 381      | 48,59       |  |
| Blancs et nuls    | Blancs et nuls     | Blancs et nuls | 1 152        | 3,81         | 1 417       | 4,12        |  |
| Exprimés          | Exprimés           | Exprimés       | 29 115       | 96,19        | 32 964      | 95,88       |  |
| Source : Le Monde |                    |                |              |              |             |             |  |

### Deuxième circonscription de la Côte-d'Or
| Candidat       | Candidat             | Parti          | Premier tour | Premier tour | Second tour | Second tour |  |
| Candidat       | Candidat             | Parti          | Voix         | %            | Voix        | %           |  |
| -------------- | -------------------- | -------------- | ------------ | ------------ | ----------- | ----------- |  |
|                | Jean-Marc Nudant élu | RPR (APF)      | 7 140        | 40,79        | 10 600      | 55,67       |  |
|                | Colette Popard       | PS             | 5 207        | 29,75        | 8 422       | 44,33       |  |
|                | Liliane Floiras      | FN             | 2 659        | 15,19        |             |             |  |
|                | Alain Bardot         | PCF            | 988          | 5,64         |             |             |  |
|                | Jean-Jacques Bernard | Les Verts      | 691          | 3,95         |             |             |  |
|                | Jacqueline Lambert   | LO             | 356          | 2,03         |             |             |  |
|                | Alexandre Jurado     | MÉI            | 308          | 1,76         |             |             |  |
|                | Jean-Louis Enet      | LCR            | 156          | 0,89         |             |             |  |
|                |                      |                |              |              |             |             |  |
| Inscrits       | Inscrits             | Inscrits       | 57 312       | 100,00       | 57 314      | 100,00      |  |
| Abstentions    | Abstentions          | Abstentions    | 39 134       | 68,28        | 37 186      | 64,88       |  |
| Votants        | Votants              | Votants        | 18 178       | 31,72        | 20 128      | 35,12       |  |
| Blancs et nuls | Blancs et nuls       | Blancs et nuls | 673          | 3,7          | 1 086       | 5,4         |  |
| Exprimés       | Exprimés             | Exprimés       | 17 505       | 96,3         | 19 042      | 94,6        |  |

## Élections partielles en 1999

### Neuvième circonscription des Bouches-du-Rhône
| Candidat          | Candidat                 | Parti          | Premier tour | Premier tour | Second tour | Second tour |  |
| Candidat          | Candidat                 | Parti          | Voix         | %            | Voix        | %           |  |
| ----------------- | ------------------------ | -------------- | ------------ | ------------ | ----------- | ----------- |  |
|                   | Bernard Deflesselles élu | DL             | 15 373       | 39,84        | 23 510      | 56,57       |  |
|                   | Alain Belviso sortant    | PCF            | 12 639       | 32,76        | 18 048      | 43,43       |  |
|                   | Joëlle Melin             | FN             | 4 944        | 12,81        |             |             |  |
|                   | Patrick Arnoux           | PS             | 2 522        | 6,54         |             |             |  |
|                   | Carmen Heumann           | Les Verts      | 1 319        | 3,42         |             |             |  |
|                   | Albert Lapeyre           | LT-LNÉ         | 845          | 2,19         |             |             |  |
|                   | Joseph Careghi           | MPF            | 464          | 1,20         |             |             |  |
|                   | Alain Persia             | Divers droite  | 301          | 0,78         |             |             |  |
|                   | Bernard Pignolo          | Divers (PF)    | 98           | 0,25         |             |             |  |
|                   | Francis Meynier          | Divers         | 79           | 0,20         |             |             |  |
|                   | Denis Garnier            | Divers         | 0            | 0,00         |             |             |  |
|                   |                          |                |              |              |             |             |  |
| Inscrits          | Inscrits                 | Inscrits       | 80 213       | 100,00       | 80 214      | 100,00      |  |
| Abstentions       | Abstentions              | Abstentions    | 40 088       | 49,98        | 35 739      | 44,55       |  |
| Votants           | Votants                  | Votants        | 40 125       | 50,02        | 44 475      | 55,45       |  |
| Blancs et nuls    | Blancs et nuls           | Blancs et nuls | 1 541        | 3,84         | 2 917       | 6,56        |  |
| Exprimés          | Exprimés                 | Exprimés       | 38 584       | 96,16        | 41 558      | 93,44       |  |
| Source : Le Monde |                          |                |              |              |             |             |  |

### Vingt-et-unième circonscription de Paris
|                | Michel Charzat élu | PS             | 5 335  | 25,61  | 11 177 | 54,28  |  |  |  |  |  |
|                | Didier Bariani     | UDF            | 4 383  | 21,04  | 9 414  | 45,72  |  |  |  |  |  |
|                | Denis Baupin       | Les Verts      | 2 619  | 12,57  |        |        |  |  |  |  |  |
|                | Jean-Louis Arajol  | RPF            | 2 402  | 11,53  |        |        |  |  |  |  |  |
|                | Pierre Mansat      | PCF            | 1 836  | 8,81   |        |        |  |  |  |  |  |
|                | Martine Lehideux   | FN             | 1 082  | 5,19   |        |        |  |  |  |  |  |
|                | Catherine Lebrun   | LCR            | 481    | 2,31   |        |        |  |  |  |  |  |
|                | Brice Lalonde      | GÉ             | 312    | 1,50   |        |        |  |  |  |  |  |
|                | Jacques Gaillard   | MNR            | 259    | 1,24   |        |        |  |  |  |  |  |
|                |                    |                |        |        |        |        |  |  |  |  |  |
| Inscrits       | Inscrits           | Inscrits       | 60 273 | 100,00 | 60 273 | 100,00 |  |  |  |  |  |
| Abstentions    | Abstentions        | Abstentions    | 38 971 | 64,66  | 38 578 | 64,01  |  |  |  |  |  |
| Votants        | Votants            | Votants        | 21 302 | 35,34  | 21 695 | 35,99  |  |  |  |  |  |
| Blancs et nuls | Blancs et nuls     | Blancs et nuls | 467    | 2,19   | 1 104  | 5,09   |  |  |  |  |  |
| Exprimés       | Exprimés           | Exprimés       | 20 835 | 97,81  | 20 591 | 94,91  |  |  |  |  |  |

## Élections partielles en 2000

### Troisième circonscription des Landes
| Candidat          | Candidat             | Parti          | Premier tour | Premier tour | Second tour | Second tour |  |
| Candidat          | Candidat             | Parti          | Voix         | %            | Voix        | %           |  |
| ----------------- | -------------------- | -------------- | ------------ | ------------ | ----------- | ----------- |  |
|                   | Henri Emmanuelli élu | PS             | 19 253       | 55,80        | 21 997      | 65,28       |  |
|                   | Robert Lucas         | DL             | 6 912        | 20,03        | 11 701      | 34,72       |  |
|                   | José Huici           | PCF            | 2 817        | 8,16         |             |             |  |
|                   | Michèle Robbe        | RPF            | 2 508        | 7,27         |             |             |  |
|                   | Michel Joie          | Divers droite  | 1 264        | 3,66         |             |             |  |
|                   | Hélène Rochefort     | FN             | 1 211        | 3,51         |             |             |  |
|                   | Dominique Peltier    | LCR            | 538          | 1,56         |             |             |  |
|                   |                      |                |              |              |             |             |  |
| Inscrits          | Inscrits             | Inscrits       | 77 482       | 100,00       | 77 454      | 100,00      |  |
| Abstentions       | Abstentions          | Abstentions    | 40 195       | 51,88        | 41 053      | 53          |  |
| Votants           | Votants              | Votants        | 37 287       | 48,12        | 36 401      | 47          |  |
| Blancs et nuls    | Blancs et nuls       | Blancs et nuls | 2 784        | 7,47         | 2 703       | 7,43        |  |
| Exprimés          | Exprimés             | Exprimés       | 34 503       | 92,53        | 33 698      | 92,57       |  |
| Source : Le Monde |                      |                |              |              |             |             |  |

### Deuxième circonscription des Pyrénées-Atlantiques
| Candidat       | Candidat               | Parti          | Premier tour | Premier tour | Second tour | Second tour |  |
| Candidat       | Candidat               | Parti          | Voix         | %            | Voix        | %           |  |
| -------------- | ---------------------- | -------------- | ------------ | ------------ | ----------- | ----------- |  |
|                | Pierre Menjucq élu     | UDF (RPR)      | 11 671       | 40,79        | 16 680      | 50,11       |  |
|                | Michel Cassou          | PS             | 10 631       | 37,16        | 16 605      | 49,89       |  |
|                | Nicole Juyoux-Pavillon | Les Verts      | 2 199        | 7,69         |             |             |  |
|                | Jacques Henriot        | FN             | 1 524        | 5,33         |             |             |  |
|                | Nathalie Fontenel      | PCF            | 1 419        | 4,96         |             |             |  |
|                | Martine Mailfert       | LCR            | 589          | 2,06         |             |             |  |
|                | Henri Daudu            | MNR            | 578          | 2,02         |             |             |  |
|                |                        |                |              |              |             |             |  |
| Inscrits       | Inscrits               | Inscrits       | 66 149       | 100,00       | 66 142      | 100,00      |  |
| Abstentions    | Abstentions            | Abstentions    | 35 708       | 53,98        | 30 423      | 46          |  |
| Votants        | Votants                | Votants        | 30 441       | 46,02        | 35 719      | 54          |  |
| Blancs et nuls | Blancs et nuls         | Blancs et nuls | 1 830        | 6,01         | 2 434       | 6,81        |  |
| Exprimés       | Exprimés               | Exprimés       | 28 611       | 93,99        | 33 285      | 93,19       |  |

### Deuxième circonscription de la Sarthe
| Candidat       | Candidat               | Parti          | Premier tour | Premier tour | Second tour | Second tour |  |
| Candidat       | Candidat               | Parti          | Voix         | %            | Voix        | %           |  |
| -------------- | ---------------------- | -------------- | ------------ | ------------ | ----------- | ----------- |  |
|                | Jean-Marie Geveaux élu | RPR (UDF)      | 11 223       | 37,31        | 16 881      | 51,47       |  |
|                | Géraud Guibert         | PS             | 7 834        | 26,04        | 15 914      | 48,53       |  |
|                | Christian Martin       | PCF            | 2 597        | 8,63         |             |             |  |
|                | Sylvie Granger         | Les Verts      | 2 269        | 7,54         |             |             |  |
|                | Claude Picault         | Divers gauche  | 1 812        | 6,02         |             |             |  |
|                | Pierre-Jean Bodiger    | FN             | 1 640        | 5,45         |             |             |  |
|                | Lionel Robert          | RPF            | 1 264        | 4,20         |             |             |  |
|                | Jean-Claude Barlemont  | MNR            | 513          | 1,71         |             |             |  |
|                | Jean-Philippe Melchior | LCR            | 444          | 1,48         |             |             |  |
|                | Heidemarie Schluter    | Divers         | 408          | 1,36         |             |             |  |
|                | Jacques Dehergne       | Divers         | 68           | 0,26         |             |             |  |
|                |                        |                |              |              |             |             |  |
| Inscrits       | Inscrits               | Inscrits       | 79 486       | 100,00       | 79 480      | 100,00      |  |
| Abstentions    | Abstentions            | Abstentions    | 47 562       | 59,84        | 44 737      | 56,29       |  |
| Votants        | Votants                | Votants        | 31 924       | 40,16        | 34 743      | 43,71       |  |
| Blancs et nuls | Blancs et nuls         | Blancs et nuls | 1 842        | 5,77         | 1 942       | 5,59        |  |
| Exprimés       | Exprimés               | Exprimés       | 30 082       | 94,23        | 32 801      | 94,41       |  |

### Troisième circonscription du Pas-de-Calais
| Candidat       | Candidat                | Parti          | Premier tour | Premier tour | Second tour | Second tour |  |
| Candidat       | Candidat                | Parti          | Voix         | %            | Voix        | %           |  |
| -------------- | ----------------------- | -------------- | ------------ | ------------ | ----------- | ----------- |  |
|                | Jean-Claude Leroy élu   | PS             | 18 170       | 41,62        | 24 105      | 52,36       |  |
|                | Brigitte de Prémont     | RPR            | 14 638       | 33,53        | 21 930      | 47,64       |  |
|                | François Dubout         | RPF            | 4 699        | 10,76        |             |             |  |
|                | Alain Libert            | PCF            | 2 943        | 6,74         |             |             |  |
|                | Éric Iorio              | FN             | 2 370        | 5,43         |             |             |  |
|                | Jean-Pierre d'Hollander | MNR            | 835          | 1,91         |             |             |  |
|                |                         |                |              |              |             |             |  |
| Inscrits       | Inscrits                | Inscrits       | 71 397       | 100,00       | 71 392      | 100,00      |  |
| Abstentions    | Abstentions             | Abstentions    | 24 415       | 34,2         | 22 395      | 31,37       |  |
| Votants        | Votants                 | Votants        | 46 982       | 65,8         | 48 997      | 68,63       |  |
| Blancs et nuls | Blancs et nuls          | Blancs et nuls | 3 327        | 7,08         | 2 963       | 6,05        |  |
| Exprimés       | Exprimés                | Exprimés       | 43 655       | 92,92        | 46 034      | 93,95       |  |

### Sixième circonscription du Haut-Rhin
| Candidat       | Candidat              | Parti          | Premier tour | Premier tour | Second tour | Second tour |  |
| Candidat       | Candidat              | Parti          | Voix         | %            | Voix        | %           |  |
| -------------- | --------------------- | -------------- | ------------ | ------------ | ----------- | ----------- |  |
|                | Francis Hillmeyer élu | UDF            | 5 910        | 32,40        | 12 283      | 55,88       |  |
|                | Joseph Spiegel        | PS             | 5 739        | 31,46        | 9 698       | 44,12       |  |
|                | Gérard Freulet        | MNR            | 2 957        | 16,21        |             |             |  |
|                | Martine Binder        | FN             | 1 843        | 10,10        |             |             |  |
|                | Jacques Muller        | Les Verts      | 1 096        | 6,01         |             |             |  |
|                | Jean Bitterlin        | MÉI            | 393          | 2,15         |             |             |  |
|                | Jean-Claude Vinel     | Divers droite  | 304          | 1,67         |             |             |  |
|                |                       |                |              |              |             |             |  |
| Inscrits       | Inscrits              | Inscrits       | 69 648       | 100,00       | 69 648      | 100,00      |  |
| Abstentions    | Abstentions           | Abstentions    | 49 533       | 71,12        | 47 303      | 67,92       |  |
| Votants        | Votants               | Votants        | 20 115       | 28,88        | 22 345      | 32,08       |  |
| Blancs et nuls | Blancs et nuls        | Blancs et nuls | 1 873        | 9,31         | 364         | 1,63        |  |
| Exprimés       | Exprimés              | Exprimés       | 18 242       | 90,69        | 21 981      | 98,37       |  |

### Deuxième circonscription du Territoire-de-Belfort
| Candidat          | Candidat                              | Parti          | Premier tour | Premier tour | Second tour | Second tour |  |
| Candidat          | Candidat                              | Parti          | Voix         | %            | Voix        | %           |  |
| ----------------- | ------------------------------------- | -------------- | ------------ | ------------ | ----------- | ----------- |  |
|                   | Jean-Pierre Chevènement sortant réélu | MDC            | 8 729        | 50,98        | 10 933      | 65,98       |  |
|                   | Michel Zumkeller                      | DL             | 2 880        | 16,82        | 5 638       | 34,02       |  |
|                   | Marie-Thérèse Munnier-Drouhin         | FN             | 1 636        | 9,55         |             |             |  |
|                   | Yvan Lajeanne                         | MNR            | 1 218        | 7,11         |             |             |  |
|                   | Jean-Jacques Mettetal                 | Les Verts      | 1 213        | 7,08         |             |             |  |
|                   | Gérard Belot                          | LO             | 907          | 5,30         |             |             |  |
|                   | Daniel Couqueberg                     | PCF            | 540          | 3,15         |             |             |  |
|                   |                                       |                |              |              |             |             |  |
| Inscrits          | Inscrits                              | Inscrits       | 45 461       | 100,00       | 45 454      | 100,00      |  |
| Abstentions       | Abstentions                           | Abstentions    | 27 359       | 60,18        | 27 064      | 59,54       |  |
| Votants           | Votants                               | Votants        | 18 102       | 39,82        | 18 390      | 40,46       |  |
| Blancs et nuls    | Blancs et nuls                        | Blancs et nuls | 979          | 5,41         | 1 819       | 9,89        |  |
| Exprimés          | Exprimés                              | Exprimés       | 17 123       | 94,59        | 16 571      | 90,11       |  |
| Source : Le Monde |                                       |                |              |              |             |             |  |

### Neuvième circonscription de la Seine-Maritime
| Candidat          | Candidat            | Parti          | Premier tour | Premier tour | Second tour | Second tour |  |
| Candidat          | Candidat            | Parti          | Voix         | %            | Voix        | %           |  |
| ----------------- | ------------------- | -------------- | ------------ | ------------ | ----------- | ----------- |  |
|                   | Daniel Fidelin      | DL             | 11 337       | 39,19        | 16 507      | 49,23       |  |
|                   | Patrick Jeanne élu  | PS             | 10 654       | 36,83        | 17 025      | 50,77       |  |
|                   | Michel Meynier      | Les Verts      | 2 172        | 7,51         |             |             |  |
|                   | Jean-Claude Blondel | PCF            | 2 098        | 7,25         |             |             |  |
|                   | Jean-François Touzé | FN             | 1 940        | 6,71         |             |             |  |
|                   | Guy Bourlé          | MNR            | 726          | 2,51         |             |             |  |
|                   |                     |                |              |              |             |             |  |
| Inscrits          | Inscrits            | Inscrits       | 78 672       | 100,00       | 78 964      | 100,00      |  |
| Abstentions       | Abstentions         | Abstentions    | 48 288       | 61,38        | 43 810      | 55,48       |  |
| Votants           | Votants             | Votants        | 30 384       | 38,62        | 35 154      | 44,52       |  |
| Blancs et nuls    | Blancs et nuls      | Blancs et nuls | 1 457        | 4,8          | 1 622       | 4,61        |  |
| Exprimés          | Exprimés            | Exprimés       | 28 927       | 95,2         | 33 532      | 95,39       |  |
| Source : Le Monde |                     |                |              |              |             |             |  |

## Élections partielles en 2001

### Première circonscription de la Haute-Garonne
| Candidat                                | Candidat                  | Parti          | Premier tour | Premier tour | Second tour | Second tour |
| Candidat                                | Candidat                  | Parti          | Voix         | %            | Voix        | %           |
| --------------------------------------- | ------------------------- | -------------- | ------------ | ------------ | ----------- | ----------- |
|                                         | Philippe Douste-Blazy élu | UDF            | 11 235       | 53,07        | 12 514      | 64,54       |
|                                         | Michel Vanhove            | Les Verts (PS) | 4 301        | 20,31        | 6 877       | 35,46       |
|                                         | Aline Pailler             | LCR            | 1 180        | 5,57         |             |             |
|                                         | Claudie Fontès            | PCF            | 1 163        | 5,49         |             |             |
|                                         | Guy Dubuisson             | PRG            | 1 101        | 5,20         |             |             |
|                                         | Serge Laroze              | FN             | 746          | 3,52         |             |             |
|                                         | Jean-Pascal Servera       | MNR            | 533          | 2,52         |             |             |
|                                         | Vincent Combes            | LO             | 314          | 1,48         |             |             |
|                                         | Jacques Belhomme          | Divers         | 267          | 1,26         |             |             |
|                                         | Olivier Arsac             | diss. RPF      | 154          | 0,73         |             |             |
|                                         | Chrisitan Dancale         | Divers         | 63           | 0,30         |             |             |
|                                         | Roger Ferra               | Divers gauche  | 60           | 0,28         |             |             |
|                                         | Francis Meynier           | Divers         | 55           | 0,26         |             |             |
|                                         | Pierre Cabaré             | Divers         | 0            | 0,00         |             |             |
|                                         |                           |                |              |              |             |             |
| Inscrits                                | Inscrits                  | Inscrits       | 60 361       | 100,0        | 60 411      | 100,0       |
| Abstentions                             | Abstentions               | Abstentions    | 38 833       | 64,33        | 40 437      | 66,94       |
| Votants                                 | Votants                   | Votants        | 21 528       | 35,67        | 19 974      | 33,06       |
| Blancs et nuls                          | Blancs et nuls            | Blancs et nuls | 356          | 1,65         | 583         | 2,92        |
| Exprimés                                | Exprimés                  | Exprimés       | 21 172       | 98,35        | 19 391      | 97,08       |
| Source : Le Monde du 3 avril 2001, p. 9 |                           |                |              |              |             |             |

### Huitième circonscription du Val-d'Oise
| Candidat                          | Candidat                   | Parti          | Premier tour | Premier tour | Second tour | Second tour |  |
| Candidat                          | Candidat                   | Parti          | Voix         | %            | Voix        | %           |  |
| --------------------------------- | -------------------------- | -------------- | ------------ | ------------ | ----------- | ----------- |  |
|                                   | Dominique Strauss-Kahn élu | PS             | 5 978        | 43,76        | 7 218       | 53,89       |  |
|                                   | Sophie Jacquest            | UDF            | 4 054        | 29,68        | 6 175       | 46,11       |  |
|                                   | Jean-Michel Dubois         | FN             | 1 498        | 10,94        |             |             |  |
|                                   | Lucette Lebeau             | PCF            | 1 197        | 8,76         |             |             |  |
|                                   | Mohamed el Marbati         | LO             | 501          | 3,66         |             |             |  |
|                                   | Jean Ménissez              | MNR            | 430          | 3,15         |             |             |  |
|                                   |                            |                |              |              |             |             |  |
| Inscrits                          | Inscrits                   | Inscrits       | 42 045       | 100,00       | 42 041      | 100,00      |  |
| Abstentions                       | Abstentions                | Abstentions    | 27 950       | 66,48        | 27 931      | 66,44       |  |
| Votants                           | Votants                    | Votants        | 14 095       | 33,52        | 14 110      | 33,56       |  |
| Blancs et nuls                    | Blancs et nuls             | Blancs et nuls | 437          | 3,1          | 717         | 5,08        |  |
| Exprimés                          | Exprimés                   | Exprimés       | 13 658       | 96,9         | 13 393      | 94,92       |  |
| Source : Le Monde du 3 avril 2001 |                            |                |              |              |             |             |  |

### Huitième circonscription des Alpes-Maritimes
| Candidat       | Candidat             | Parti          | Premier tour | Premier tour | Second tour | Second tour |  |
| Candidat       | Candidat             | Parti          | Voix         | %            | Voix        | %           |  |
| -------------- | -------------------- | -------------- | ------------ | ------------ | ----------- | ----------- |  |
|                | Bernard Brochand élu | RPR            | 9 392        | 42,98        | 12 041      | 65,09       |  |
|                | Gilles Cima          | UDF            | 4 355        | 19,93        | 6 458       | 34,91       |  |
|                | Albert Peyron        | FN             | 3 650        | 16,70        |             |             |  |
|                | Jany Mossé           | PRG            | 1 522        | 6,97         |             |             |  |
|                | Dominique Fellebeen  | Les Verts      | 1 369        | 6,26         |             |             |  |
|                | Claude Meyffret      | PCF            | 1 010        | 4,62         |             |             |  |
|                | Patrice Bruera       | CNIP           | 324          | 1,28         |             |             |  |
|                | Jean-Pierre Villon   | MÉI            | 229          | 1,05         |             |             |  |
|                | Michel Brun          | Divers         | 2            | 0,01         |             |             |  |
|                |                      |                |              |              |             |             |  |
| Inscrits       | Inscrits             | Inscrits       | 60 341       | 100,00       | 60 096      | 100,00      |  |
| Abstentions    | Abstentions          | Abstentions    | 38 091       | 63,13        | 39 981      | 66,53       |  |
| Votants        | Votants              | Votants        | 22 250       | 36,87        | 20 115      | 33,47       |  |
| Blancs et nuls | Blancs et nuls       | Blancs et nuls | 396          | 1,78         | 1 616       | 8,03        |  |
| Exprimés       | Exprimés             | Exprimés       | 21 854       | 98,22        | 18 499      | 91,97       |  |